# Distretto di Tamana
Il Distretto di Tamana (玉名郡, Tamana-gun?) è uno dei distretti della prefettura di Kumamoto, in Giappone.
Attualmente fanno parte del distretto i comuni di Gyokutō, Nagasu, Nagomi e Nankan.
| Controllo di autorità | VIAF (EN) 253279092 · NDL (EN, JA) 00632701 |